# 말비크

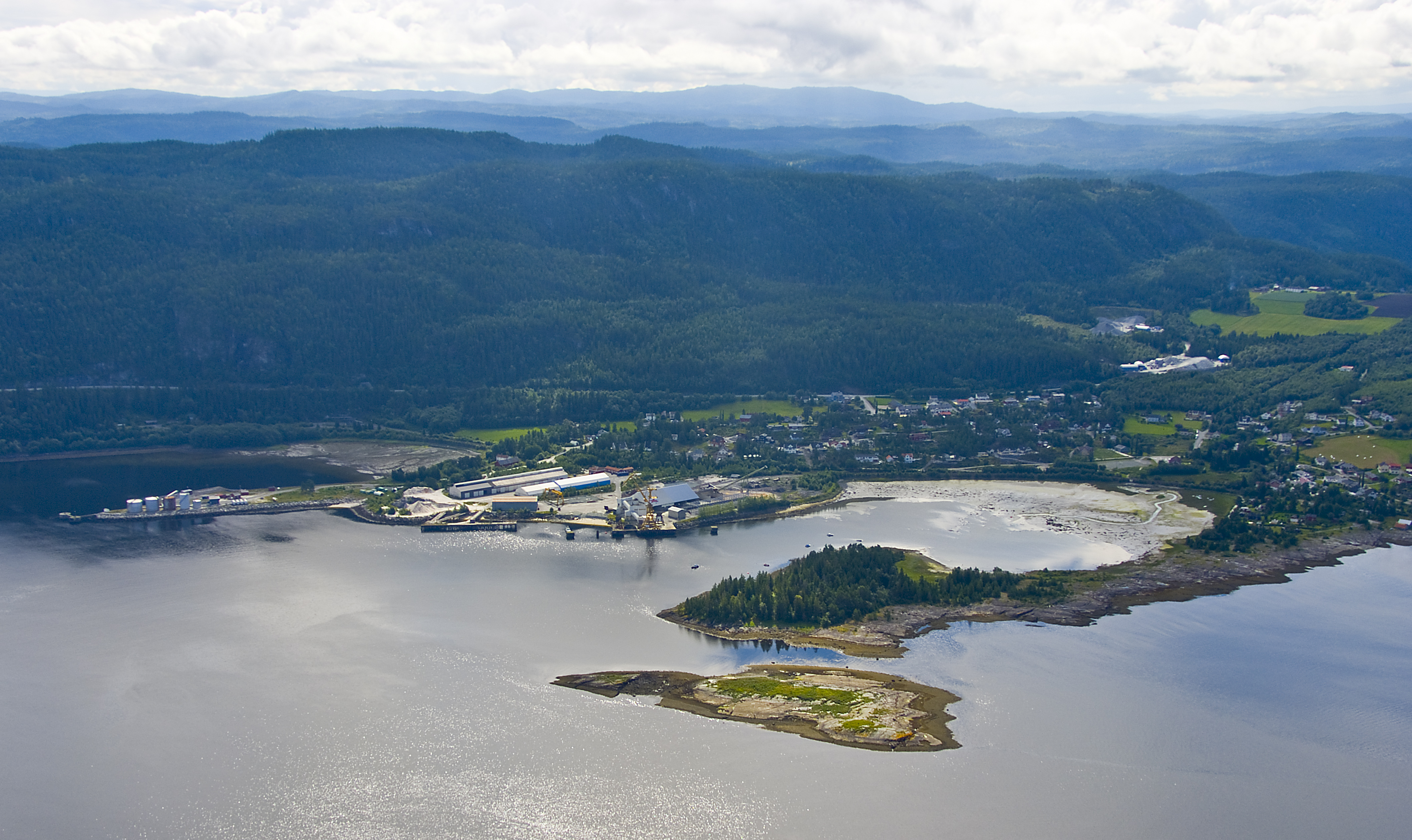
말비크의 무루비크(Muruvik) 마을

말비크의 위치

말비크(노르웨이어: Malvik)는 노르웨이 쇠르트뢰넬라그주의 도시이자 지방 자치체로 행정 중심지는 홈멜비크(Hommelvik)이며 면적은 168.44km2, 인구는 13,820명(2017년 기준), 인구 밀도는 85.4명/km2이다. 트론헤임의 동쪽에 위치하며 각종 산업 시설이 들어서 있다.

시 문장